# Livin’ on a Prayer
Livin’ on a Prayer – drugi singiel zespołu Bon Jovi z albumu Slippery When Wet. Utwór jest dzisiaj uznawany za klasyk muzyki rockowej i bardzo ważną pozycję w bogatej dyskografii zespołu, a także przede wszystkim za charakterystyczną piosenkę Bon Jovi.
Lider zespołu, Jon Bon Jovi, nie zaakceptował pierwszej wersji utworu, którą można znaleźć jako ukryty utwór w albumie 100,000,000 Bon Jovi Fans Can’t Be Wrong – „Nobody’s Hero” (demo)/„Livin’ on a Prayer”. Richie Sambora przekonał go, że jest na tyle dobra aby ją wydać. Dokonano kilku zmian i utwór znalazł się na płycie Slippery When Wet. Livin’ on a Prayer szybko znalazło się na brytyjskiej liście przebojów. Na Billboard Hot 100 utwór zajmował pierwsze miejsce przez 4 kolejne tygodnie – od 14 lutego do 7 marca 1987 roku. Piosenka osiągnęła również 4 miejsce na brytyjskiej liście singli.
Po atakach terrorystycznych z 11 września 2001 roku – w których New Jersey, rodzimy stan zespołu, poniósł duże straty z setkami ofiar śmiertelnych – Bon Jovi wykonał specjalną, akustyczną wersje przeboju podczas „Koncertu dla Nowego Jorku”. Zespół zagrał również podobną wersję podczas koncertu „Ameryka: Hołd Bohaterom”.
W 2006 roku głosami internautów przebój z 1986 roku został wybrany numerem 1. „100 Największych Przebojów lat 80.” w specjalnym głosowaniu kanału muzycznego VH'1. Przez wielu krytyków „Livin’ on a Prayer” zaliczane jest do największych hitów wszech czasów.

## Interpretacja tekstu
„Livin’ on a Prayer” opowiada historię fikcyjnej pary – Tommy’ego i Giny, którzy borykają się z trudnościami finansowymi i utrzymaniem swojego związku.
Ze względu na fragment wspominający o związku zawodowym „Tommy kiedyś pracował w dokach, związek strajkuje (Tommy’emu) wiedzie się kiepsko” niektórzy interpretują tekst jako antyzwiązkowy, chociaż zdania są podzielone. Sam Jon Bon Jovi wyjaśnił, że „napisał tę piosenkę podczas ery Reagana i 'ekonomia skapywania' jest bardzo inspirująca dla pisania piosenek”.

## Teledysk
Teledysk do „Livin’ on a Prayer” składa się z dwóch części. Pierwsza, czarno-biała ukazuje zespół w trakcie próby; druga, w kolorze, pokazuje zespół występujący przed publicznością. Wideoklip został nagrany w Mayo Civic Center w Rochester. Reżyserem teledysku był Wayne Isham.